# 久我具通
久我 具通（こが ともみち）は、南北朝時代から室町時代初期にかけての公卿。太政大臣・久我通相の子。官位は従一位・太政大臣、右近衛大将。久世太政大臣と号す。

## 経歴
以下、『公卿補任』と『尊卑分脈』の内容に従って記述する。
- 康永3年（1344年）1月5日、叙爵。同年7月29日、侍従に任ぜられる。
- 康永4年（1345年）8月16日、従五位上に昇叙。
- 貞和3年（1347年）1月5日、正五位下に昇叙。
- 貞和4年（1348年）4月17日、従四位下に昇叙。同年12月24日、左少将に任ぜられる。
- 観応元年3月29日、出羽介を兼ねる。
- 文和2年（1353年）4月23日、従四位上に昇叙。
- 文和3年（1354年）10月22日、正四位下に昇叙。
- 文和4年（1355年）、出羽介を去る。同年8月13日、右中将に転任。
- 文和5年（1356年）1月6日、従三位に叙される。右中将は元の如し。また同年中に淳和院別当に補される。
- 延文3年1358年）3月30日、信濃権守を兼ねる。
- 延文5年（1360年）3月13日、参議を経ず権中納言に任ぜられる。
- 貞治元年（1362年）5月7日、正三位に昇叙。
- 貞治3年（1364年）1月5日、従二位に昇叙。
- 貞治4年（1365年）12月30日、権大納言に転任。
- 貞治5年／正平21年（1366年）1月、元日節会と白馬節会の内弁を務める。
- 応安3年（1370年）1月6日、正二位に昇叙。
- 応安6年（1373年）12月27日、淳和奨学両院別当に補される。
- 永和5年（1379年）1月、元日節会の内弁と叙位執筆を務める。
- 康暦3年（1381年）、叙位執筆を務める。
- 永徳3年（1383年）1月16日、足利義満が淳和奨学両院別当となる。
- 永徳4年（1384年）3月23日、右近衛大将を兼ねる[2]。12月27日には右馬寮御監の宣下がある。
- 嘉慶2年1388年）5月26日、右大臣に任ぜられる[3]。同年2月9日、康応への改元があり上卿を務めた。また、同月中に右大将を辞した。
- 明徳2年（1391年）1月6日、従一位に昇叙。
- 明徳3年（1392年）3月28日、右大臣を辞した。
- 応永2年（1395年）6月3日、太政大臣に任ぜられる[4]。
- 応永3年（1396年）2月3日、太政大臣を辞した。同月25日に出家し、法名を紹侃とする。
- 応永4年（1397年）3月16日、薨去。

## 淳和奨学両院別当と源氏長者
平安時代末期の源雅通以来、淳和院別当・奨学院別当・源氏長者には村上源氏の公卿が就任してきたが、足利義満に取って代わられることになった。具通の次の通宣の時代には足利義持から圧迫を受けて、村上源氏久我家は苦難の時を迎えるのである。

## 系譜
- 父：久我通相（1326-1371）
- 母：権大納言葉室長隆の娘
- 妻：徳大寺公清の娘
  - 男子：久我通宣（1373-1433）
- 生母不明の子女
  - 男子：久我通明